# Krásná (ort i Tjeckien, lat 49,58, long 18,48)
Krásná är en ort i Tjeckien. Den ligger i den östra delen av landet, 300 km öster om huvudstaden Prag. Krásná ligger 507 meter över havet och antalet invånare är 671.
Terrängen runt Krásná är kuperad. Runt Krásná är det glesbefolkat, med 11 invånare per kvadratkilometer. Närmaste större samhälle är Frýdek-Místek, 14,6 km nordväst om Krásná. I omgivningarna runt Krásná växer i huvudsak blandskog.